# El Progreso, Salto de Agua
El Progreso är en ort i Mexiko.   Den ligger i kommunen Salto de Agua och delstaten Chiapas, i den sydöstra delen av landet, 700 km öster om huvudstaden Mexico City. El Progreso ligger 69 meter över havet och antalet invånare är 924.
Terrängen runt El Progreso är varierad. Runt El Progreso är det ganska tätbefolkat, med 67 invånare per kvadratkilometer. Närmaste större samhälle är El Limar, 3,4 km väster om El Progreso. I omgivningarna runt El Progreso växer i huvudsak städsegrön lövskog.